# 格魯姆布里奇子午儀

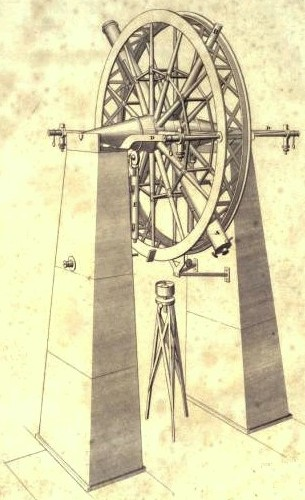
格魯姆布里奇子午儀

格魯姆布里奇子午儀是艾德華·特勞頓在1806年為史帝芬·格魯姆布里奇建造的子午儀。格魯姆布里奇用它編輯星表的完整資料：Catalogue of Circumpolar Stars（拱極星表）子午儀相較於牆儀（用於測量極距）的優勢是它可以在同一時間測量赤經和赤緯。
它的口徑是3.5吋和5英尺長的焦距，安裝在兩個4尺孔徑圈的石墩上。格魯姆布里奇用這件儀器測量超過4,000顆環繞著北極圈的拱極星位置。 
這件儀器最後被詹姆斯·南買下，在1870年之前都安置在他位於肯辛頓的天文台。

## 外部連結
- The Quarterly journal, Volume 16 (1820), By Royal Institution of Great Britain.